# Aerosol

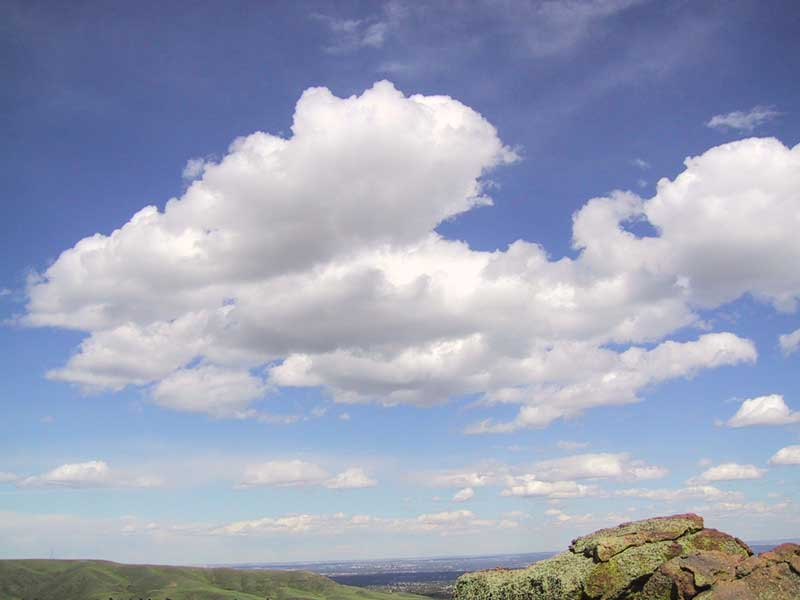
Wolken

Een aerosol is een colloïdaal mengsel van stofdeeltjes of vloeistofdruppels in een gas. Hun grootte is in de orde van 0,2 tot 200 micrometer. Wolken en mist zijn voorbeelden van een aerosol: zij bestaan beide uit zeer kleine druppeltjes water in lucht. Een voorbeeld van een aerosol die bestaat uit vaste deeltjes (roet) is rook. Een aerosol met vaste deeltjes kan ontstaan uit natuurlijke bronnen, zoals zand of zeezout, of door menselijke activiteiten, bijvoorbeeld roet.
De term aerosol wordt ook gebruikt voor de inhoud van een spuitbus.

## Klimaateffect
Aerosolen hebben een tweeledig effect op het klimaat. Enerzijds doordat ze invallende straling van de zon kunnen absorberen of juist weerkaatsen. Daarnaast treden vaste aerosoldeeltjes in de atmosfeer op als condensatiekernen voor losse watermoleculen (waterdamp): de hoeveelheid waterdruppeltjes (condens) in de lucht, en dus de bewolking, neemt toe.